# Stictochironomus sticticus
Stictochironomus sticticus är en tvåvingeart som först beskrevs av Fabricius 1781.  Stictochironomus sticticus ingår i släktet Stictochironomus och familjen fjädermyggor.
Artens utbredningsområde är Manitoba. Arten är reproducerande i Sverige. Inga underarter finns listade i Catalogue of Life.